# Hierodula punctipectus sternosticta
Hierodula punctipectus sternosticta es una subespecie de mantis de la familia Mantidae.

## Distribución geográfica
Se encuentra en Australia y en Nueva Bretaña (Papúa Nueva Guinea).